# Leucocoprinus fragilissimus
Leucocóprinus fragilíssimus (лат.) — вид грибов из рода Белонавозник (Leucocoprinus) семейства Шампиньоновые (Agaricaceae).

## Таксономия
Вид впервые описан американским ботаником Генри Равенелем в 1853 году в публикации М. Беркли и М. Кёртиса журнала Annals and Magazine of Natural History как Hiatula fragilissima. В 1900 году французский миколог Н. Т. Патуйяр перевёл его в род Leucocoprinus.

## Описание
- Шляпка 4—16 см в диаметре, в молодом возрасте яйцевидной или колокольчатой формы, затем становится выпуклой и почти плоской, светло-жёлтого или беловатого цвета, с охристо-коричневым бугорком в центре. Край шляпки рубчатый, в молодом возрасте подвёрнут, затем приподнят.
- Мякоть очень тонкая, беловатого цвета, без особого вкуса и запаха.
- Гименофор пластинчатый, пластинки приросшие к ножке, затем отрывающиеся от неё, белого цвета.
- Ножка 4—16 см длиной и 0,1—0,3 см толщиной, сужающаяся кверху, очень ломкая, светло-серовато-жёлтого цвета, с возрастом темнеет, покрыта мелкими чешуйками желтоватого цвета. Кольцо располагается в верхней части ножки, беловатого или светло-жёлтого цвета.
- Споровый порошок белого цвета. Споры 9—13×7—8 мкм, эллипсоидной формы, гладкие, с порой прорастания, гиалиновые, декстриноидные. Плевроцистиды отсутствуют. Хейлоцистиды 12—25×9—15 мкм.
- Токсические свойства гриба не изучены.

## Ареал и экология
Вид описан в Северной Америке, но является пантропическим.

## Сходные виды
- Leucocoprinus magnicystidiosus H.V. Sm. & N.S. Weber 1982 отличается более тёмной окраской шляпки и крупными цистидами.